# Historia de las comarcas valencianas
Desde finales del siglo XIX el territorio valenciano se ha estructurado tradicionalmente en unas demarcaciones territoriales denominadas comarcas. A pesar de eso no será hasta el comienzo de la década de 1960 cuando comienzan a proliferar descripciones concretas de delimitaciones comarcales, la mayoría de las cuales se supeditaban a los límites provinciales españoles establecidos en 1851 y obviaban criterios lingüísticos. En medio de las numerosas propuestas destacaron especialmente dos: la propuesta de V.M. Rosselló, de 1964 y la de Joan Soler i Riber, del mismo año, que además de tener en cuenta los criterios lingüísticos fue también la única que obviaba las provincias y establecía cuatro regiones valencianas naturales (Norte, Interior, Central y Sur).

## Historia
Los primeros planteamientos sobre la estructuración territorial basada en comarcas surgen en los años 1930 desde sectores del valencianismo político. El objetivo es encontrar la manera de cohesionar los territorios con entidad histórica, de forma que sirviese de contrapeso frente al centralismo administrativo que representaban las provincias. Asimismo, dicho debate no se daba únicamente en la Comunidad Valenciana, sino que también tenía lugar en aquellos territorios de España donde se reivindica tradicionalmente mayores cotas de autogobierno. De hecho, cuando surgió la primera propuesta en 1933 de Felip Mateu Llopis, pocos meses antes Pau Vila había planteado la primera propuesta comarcal para Cataluña. Un año después, en 1934, Emili Beüt expone en una conferencia otra propuesta comarcal, pero su difusión resultó ser muy limitada, y no se publicaría hasta 1970 en Geografía elemental del Regne de València.
Por otra parte, los anteproyectos de autonomía valenciana en la II República, contemplaban ya la estructuración territorial de la Comunidad Valenciana en comarcas. El estallido de la guerra civil española en 1936 truncó el proyecto autonomista valenciano y, con ello, el incipiente valencianismo político y su debate territorial. No obstante, durante la dictadura de Franco siguieron planteándose propuestas comarcales, aunque desde una óptica exclusivamente fisiográfica, histórica, y lingüística. Dada la naturaleza política del régimen franquista de entonces no se permitiría plantear divisiones administrativas diferentes a la provincial. Así, durante esta época surgieron las propuestas de Querol Rosso en 1946, la de Vicenç M. Rosselló en 1964, y la de Manuel Sanchis Guarner en 1966.
Aunque todas estas propuestas apenas influyeron en el ámbito social y político, sí tuvieron una importancia significativa en el ámbito geográfico y toponímico. Así mismo, fueron de base importante para las propuestas posteriores a 1970, ya de carácter algo más funcional e incluyendo el criterio demográfico, comunicativo y, por tanto, administrativo, como el del geógrafo Antonio López Gómez en 1970, la propuesta de Joan Soler Riber, en el mismo año, o el de Pérez Puchal en 1979. Finalmente, es la propuesta de Joan Soler, que se hizo con la colaboración de Sanchis Guarner y López Gómez, la que consigue mayor difusión y popularidad durante el tardofranquismo desde los ámbitos político, cultural, académico, educativo y editorial de la Comunidad Valenciana.
No obstante, durante la crispada transición autonómica valenciana, a principios de la década de 1980, el blaverismo tilda de pancatalanista la propuesta con el argumento de que superaba los límites provinciales establecidos para establecer otra división administrativa en los Países Catalanes. En consecuencia, el blaverismo utiliza la propuesta de Emili Beüt, diez años después de ser publicado por Lo Rat Penat (cuyo presidente era entonces el mismo Beüt), en contraposición a la propuesta de Joan Soler. Paradójicamente, en la propuesta original de Beüt de 1934 difiere ligeramente de la publicada en 1971, de manera que en la propuesta original las comarcas también obviavan los límites provinciales como, por ejemplo la comarca de la Calderona (núm. 15 en el mapa), o la Serranía de Alcoy (núm. 31).
A pesar de ello, tras la creación del Ente Preautonómico del País Valenciano en 1978 y su consiguiente comunidad autónoma en 1982, la propuesta de Soler se utiliza como base para la conformación de partidos judiciales, publicaciones estadísticas oficiales, áreas de salud, mapa escolar, etc. Con la aplicación práctica de dicha propuesta por parte de la Generalidad Valenciana, se puso de relieve defectos estructurales a causa, principalmente, de una aplicación abusiva del criterio lingüístico e histórico, en detrimento de criterios urbanísticos y económicos. Con el intento de subsanar dichas deficiencias, surgen las propuestas de Mª José Ribera y Bernardí Cabrer en 1979, de PREVASA en 1981, o de José Honrubia en 1982.
Todas estas últimas propuestas no replantean integralmente el concepto tradicional de la "comarca" como unidad territorial, sino que, aun coincidiendo en una perspectiva marcadamente economicista en detrimento del criterio lingüístico e histórico, parten fundamentalmente de la propuesta de Soler, que va adquiriendo un carácter casi definitivo. No pasa así con otra propuesta, la planteada en 1987 por V. M. Rosselló, Josep M. Bernabé y B. Cabrer, en el que se define un concepto territorial diferente al tradicional de la comarca, por lo que para evitar confusiones conceptuales la unidad se denomina como "gobernación", evocando una entidad administrativa que existió en la época foral valenciana. Sin embargo, aun así, las delimitaciones de dichas "gobernaciones" resultan ser, a grandes rasgos, agrupaciones de las comarcas propuestas por Soler, pero una división por "gobernaciones" teóricamente resultarían ser más funcionales para una eventual descentralización administrativa, si bien tiene importantes limitaciones en cuanto a cohesión territorial desde el punto de vista sociopolítico.

## Propuesta oficial
El Estatuto de Autonomía valenciano contempla la creación de una Ley de Comarcalización, por lo que la Generalidad Valenciana, en un principio, encarga un estudio a una comisión formada por expertos geógrafos y economistas, del que se hicieron varias propuestas para lo que sería la primera propuesta comarcal oficial. Sin embargo, dichas propuestas no encuentran la suficiente voluntad política de los gobiernos autonómicos que se suceden a partir de 1987, con Joan Lerma de Presidente, y a día de hoy la ley de comarcalización sigue pendiente.
Como prueba de ello, en el decreto núm. 170 de 28 d'octubre de 1985, la Generalidad pide un informe a la Consejería de Administración Pública para una eventual "creación de demarcaciones funcionales con incidencia en el territorio de la Comunidad Valenciana". Dicho informe se publicaría dos años más tarde, en 1987, en el que se establecen unas Demarcaciones Territoriales Homologadas (DTH) de tres rangos. Dicha propuesta, en la que no se utiliza en ningún momento la denominación de "comarca" ni de "gobernación", las DTH de primer grado coinciden en gran medida con las comarcas resultantes de Soler, con añadidos de la propuesta de V.M. Rosselló, sobre todo para la provincia de Alicante, mientras que las de segundo rango coincide en gran medida con el concepto de "gobernación" de Rosselló, siendo agrupaciones de las DTH de primer grado. Las DTH de tercer grado coinciden con las delimitaciones provinciales.
Sin embargo, a pesar de la publicación de dicha propuesta de demarcaciones (la primera oficial), desde la Generalidad aún no se ha aprobado una consecuente Ley de Comarcalización, por lo que la consecuencia práctica de esas demarcaciones, de momento, se ha limitado como referencia para la descentralización administrativa de los diferentes servicios de la Generalidad, como la educación, la sanidad, o la agricultura. No existe aún, por tanto, la "incidencia territorial" prevista, es decir, el establecimiento de órganos políticos o administrativos de nivel comarcal, como sucede en Cataluña con los Consejos Comarcales, sino que las competencias compartidas entre diversos municipios se articulan mediante una mancomunidad, pudiéndose superar las delimitaciones comarcales actuales aunque no las provinciales.